# Lucie Pépin
 (août 2025).
Pour les articles homonymes, voir Pépin.
Lucie Pépin est une infirmière et femme politique québécoise née le 7 septembre 1936 à Saint-Jean-sur-Richelieu. 

## Biographie
Elle est candidate libérale de la circonscription d'Outremont en 1984 puis sénatrice libérale pour la division de Shawinigan de 1997 à 2011.

## Distinctions
- Chevalière de l'Ordre national du Québec en 1999.